# Санта Мария дел Орто
Санта Мария дел Орто (на италиански: Chiesa della Madonna dell'Orto) е църква във Венеция в историческия район Канареджо и на едноименния площад.
Първоначално храмът е посветен на Св.Христофор. Близо до него е намерена статуя на Мадоната с младенеца, на която са приписвани чудотворни свойства, и тази статуя e поставена в църквата.
Храмът е свързан с ренесансовия живописец Тинторето, чийто гроб се намира тук, както и някои от неговите картини.
През ноември 1966 г. храмът пострадва сериозно при голямо наводнение, след което е реставриран.